# Алга (Чуюнчинська сільська рада)
Алга́ (рос. Алга, башк. Алға) — присілок у складі Давлекановського району Башкортостану, Росія. Входить до складу Чуюнчинської сільської ради.
Населення — 88 осіб (2010; 95 в 2002).
Національний склад:
- татари — 97 %